# Río Murr
El río Murr es un río alemán que discurre por Baden-Wurtemberg y desemboca en el Neckar en Marbach am Neckar, tras un recorrido de aproximadamente 51,5 km. Da nombre a un pequeño municipio. 

## Curso
Después de Murrhardt llega el río, después de aproximadamente 7 km, el municipio de Sulzbach an der Murr, en cuyo territorio desemboca su afluente Lauter . El río continúa en dirección suroeste pasando por Oppenweiler, luego por Backnang, donde su estrecho valle se ensancha. Luego pasa por los municipios de Burgstetten, Kirchberg an der Murr, Steinheim an der Murr y el propio Murr, que se encuentra en el distrito de Ludwigsburg .
Al norte de Marbach am Neckar, el Murr se une al Neckar tras un recorrido de unos 51,5 km en total.